# NGC 6928
NGC 6928 é uma galáxia espiral barrada (SBab) localizada na direcção da constelação de Delphinus. Possui uma declinação de +09° 55' 39" e uma ascensão recta de 20 horas, 32 minutos e 50,1 segundos.
A galáxia NGC 6928 foi descoberta em 15 de Agosto de 1863 por Albert Marth.